# Jaume Bover
Jaume Bover Pollol (Vosgos, 1945 - Palma de Mallorca, 1 de octubre de 2023) fue un pedagogo, bibliotecario y escritor español.

## Biografía
Hijo de emigrantes españoles, originarios de la localidad mallorquina de Andrach, nació en el departamento francés de los Vosgos y, durante su juventud se trasladó a s'Arracó. Tras concluir sus estudios en Magisterio en la Escuela Normal de Baleares, y Pedagogía y Biblioteconomía y Documentación en la Universidad de Barcelona.
Inició su carrera profesional como maestro, y posteriormente como bibliotecario de la Biblioteca Bartomeu March Servera. Fue también bibliógrafo del Instituto Catalán de Bibliografía (dependiente de la Generalidad de Cataluña), director de los Cursos para Bibliotecarios en Palma de Mallorca durante diez años y bibliotecario de la Biblioteca Nacional de España. Miembro del Cuerpo Facultativo de Archiveros, Bibliotecarios y Arqueólogos (1986) fue destinado a la Biblioteca Española de Tánger (Marruecos), de la que fue director (1986-2008), y que dio lugar al Instituto Cervantes Juan Goytisolo.
Jaume falleció el 1 de octubre de 2023.

## Publicaciones
Bover fue un escritor prolífico, que trató diversos campos, entre los que destacan: la historia de la cetrería de Mallorca, la florística funeraria, los judíos mallorquines de la diáspora, los incunables de la Isla o la cocina mallorquina.

## Homenajes
La Asociación de Bibliotecarios, Archiveros y Documentalistas de las Islas Baleares (ABADIB), homenajeó a Jaume Bover, reinaugurando la biblioteca municipal de Andrach a la que se ha dado su nombre (junio de 2013). El acto coincidió con el LXXX aniversario de la biblioteca de Andrach.
El Club de Cetrería de las Islas Baleares y el Ayuntamiento de Andrach organizaron otro acto de homenaje a Bover (8 de mayo de 2018).